# Sommarsåpnejlika
Sommarsåpnejlika (Saponaria calabrica) är en nejlikväxtart som beskrevs av Giovanni Gussone. Sommarsåpnejlika ingår i släktet såpnejlikor, och familjen nejlikväxter. Arten har ej påträffats i Sverige.

## Bildgalleri

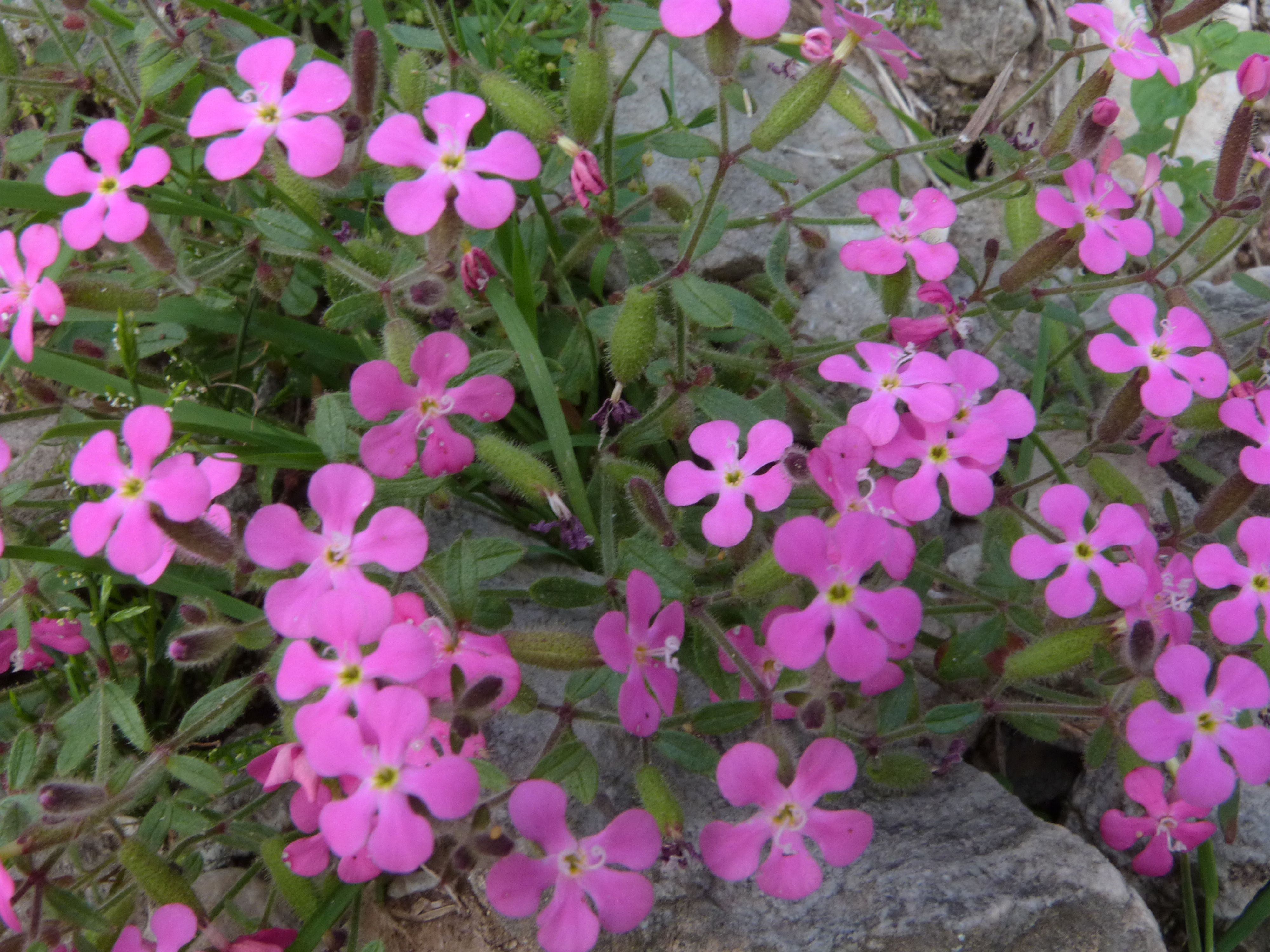